# 정사랑
정사랑(2009년 8월 25일 ~)은  걸그룹 비타민의 멤버이자 아역 배우이다.